# Szőke Anna
Szőke Anna (Kishegyes, 1948. október 13. –) vajdasági magyar néprajzkutató, pedagógus.

## Élete
Szőke Anna harminc évig óvónőként dolgozott Kishegyesen, tizenkét évig a helyi Petőfi Sándor Művelődési Egyesület elnöke volt. A néprajz szakot a Debreceni Egyetemen végezte el, ahol doktori fokozatot is szerzett. Kiterjedt kutatásokat végzett Vajdaságban, jelentős eredményeket ért el a hagyományok gyűjtése, a vallási néprajz és a társadalomnéprajz területén. Könyveiben és tanulmányaiban a délvidéki magyarságnak, azon belül pedig szülőfalujának állít tudományos értékkel bíró emléket. Nevéhez fűződik a többi közt a Vajdasági Magyar Óvodapedagógusok Egyesületének megalapítása – jelenleg is ő az elnöke –, a Vajdasági Magyar Óvodások Színjátszó Találkozójának létrehozása, a Kiss Lajos Néprajzi Társaság elnöki tisztségét 2013 óta tölti be.